# Conselho das Américas
O Conselho das Américas é uma organização americana cujo objetivo declarado é promover o livre comércio e mercados abertos nas Américas.
O grupo foi fundado em 1963 como Grupo Empresarial para a América Latina por David Rockefeller, a pedido do Presidente John F. Kennedy como um meio empresarial para combater a influência de Fidel Castro na América Latina. O governo Kennedy concedeu garantias de investimento, que em 1967 custariam ao governo 600 milhões de dólares apenas no caso do Chile. Quase 30 empresas participaram em 1965, quando o Grupo Empresarial foi reorganizado como Conselho para a América Latina.